# 24 Horas de Le Mans de 1954
As 24 Hours of Le Mans de 1954 foi o 22º grande prêmio automobilístico das 24 Horas de Le Mans, tendo acontecido nos dias 12 e 13 de junho 1954 em Le Mans, França no autódromo francês, Circuit de la Sarthe. A prova valeu como quarta etapa do "World Sportscar Championship".

## Resultados Finais
| Posição | Classe | No | Equipe                                     | Piloto                                        | Chassis                      | Motor                             | Voltas |
| ------- | ------ | -- | ------------------------------------------ | --------------------------------------------- | ---------------------------- | --------------------------------- | ------ |
| 1       | S 5.0  | 4  | Scuderia Ferrari                           | José Froilán González Maurice Trintignant     | Ferrari 375 Plus             | Ferrari 5.0L V12                  | 302    |
| 2       | S 5.0  | 14 | Jaguar Cars Ltd.                           | Duncan Hamilton Tony Rolt                     | Jaguar D-Type                | Jaguar 3.4L I6                    | 301    |
| 3       | S 8.0  | 2  | Briggs Cunningham                          | William Spear Sherwood Johnston               | Cunningham C4-R              | Chrysler 5.5L V8                  | 283    |
| 4       | S 5.0  | 16 | Ecurie Francorchamps                       | Roger Laurent Jacques Swaters                 | Jaguar C-Type                | Jaguar 3.4L I6                    | 277    |
| 5       | S 8.0  | 1  | Briggs Cunningham                          | Briggs Cunningham John Gordon Bennet          | Cunningham C4-R              | Chrysler 5.5L V8                  | 274    |
| 6       | S 3.0  | 30 | Equipe Gordini                             | André Guelfi Jacques Pollet                   | Gordini T15                  | Gordini 2.5L I6                   | 263    |
| 7       | S 2.0  | 35 | Bristol Aeroplane Company                  | Peter S. Wilson Jim Mayers                    | Bristol 450                  | Bristol 2.0L I6                   | 260    |
| 8       | S 2.0  | 33 | Bristol Aeroplane Company                  | Tommy Wisdom Jack Fairman                     | Bristol 450                  | Bristol 2.0L I6                   | 257    |
| 9       | S 2.0  | 34 | Bristol Aeroplane Company                  | Mike Keen John Line                           | Bristol 450                  | Bristol 2.0L I6                   | 255    |
| 10      | S 750  | 57 | Automobiles Deutsch et Bonnet              | René Bonnet Élie Bayol                        | DB HBR                       | Panhard 0.7L Flat-2               | 240    |
| 11      | S 2.0  | 36 | Automobiles Frazer Nash Ltd.               | Maurice Gatsonides Marcel Becquart            | Frazer Nash Le Mans Coupe    | Bristol 2.0L I6                   | 228    |
| 12      | S 1.5  | 39 | Porsche KG                                 | Johnny Claes Pierre Stasse                    | Porsche 550/4 RS 1500 Spyder | Porsche 1.5L Flat-4               | 228    |
| 13      | S 750  | 55 | Ets. Monopole                              | Jean Hèmard Pierre Flahaut                    | Monopole X84                 | Panhard 0.6L Flat-2               | 222    |
| 14      | S 1.1  | 47 | Porsche KG                                 | Zora Arkus-Duntov Gustave Olivier             | Porsche 550/4 RS 1100 Spyder | Porsche 1.1L Flat-4               | 216    |
| 15      | S 2.0  | 62 | Edgar B. Wadsworth                         | Edgar Wadsworth John Brown                    | Triumph TR2                  | Triumph 2.0L I4                   | 214    |
| 16      | S 750  | 56 | Ecurie Jeudy-Bonnet                        | Marc Gignoux Louis Cornet                     | DB HBR                       | Panhard 0.7L Flat-2               | 213    |
| 17 NC   | S 750  | 59 | Automobiles Panhard et Levassor            | René Cotton André Beaulieux                   | Panhard X88                  | Panhard 0.6L Flat-2               | 195    |
| 18 NC   | S 750  | 54 | P. Garzynski                               | René Breuil Jean Py                           | BG Le Mans                   | Renault 0.7L I4                   | 194    |
| 19 DSQ  | S 5.0  | 11 | Georges Grignard                           | Jean Blanc Serge Nersessian                   | Talbot T26 Gran Sport        | Talbot 4.6L I6                    | 206    |
| 20 DSQ  | S 1.5  | 43 | Automobili O.S.C.A.                        | Lance Macklin Pierre Leygonie James Simpson   | O.S.C.A. MT-4 1500           | O.S.C.A. 1.5L I4                  | 247    |
| 21 DNF  | S 1.5  | 42 | Automobili O.S.C.A.                        | Jacques Péron Francesco Giardini              | O.S.C.A. MT-4 1500           | O.S.C.A. 1.5L I4                  | 243    |
| 22 DNF  | S 5.0  | 8  | David Brown                                | Reg Parnell Roy Salvadori                     | Aston Martin DB3S SC         | Aston Martin 2.9L Supercharged I6 | 222    |
| 23 DNF  | S 1.1  | 63 | Lucien Farnaud                             | Lucien Farnaud Adolfo Macchieraldo            | O.S.C.A. MT-4 1100           | O.S.C.A. 1.1L I4                  | 199    |
| 24 DNF  | S 750  | 49 | Automobiles VP                             | Yves Giraud-Cabantous Just-Emile Verney       | VP 166R                      | Renault 0.7L I4                   | 190    |
| 25 DNF  | S 5.0  | 5  | Scuderia Ferrari                           | Robert Manzon Louis Rosier                    | Ferrari 375 Plus             | Ferrari 5.0L V12                  | 177    |
| 26 DNF  | S 750  | 58 | Automobiles Panhard et Levassor            | Pierre Chancel Robert Chancel                 | Monopole X88                 | Panhard 0.6L Flat-2               | 157    |
| 27 DNF  | S 1.5  | 41 | Porsche KG                                 | Hans Herrmann Helmut Polensky                 | Porsche 550/4 RS 1500 Spyder | Porsche 1.5L Flat-4               | 148    |
| 28 DNF  | S 3.0  | 20 | David Brown                                | Prince Birabongse Bhanubandh Peter Collins    | Aston Martin DB3S Coupe      | Aston Martin 2.9L I6              | 138    |
| 29 DNF  | S 5.0  | 15 | Jaguar Cars Ltd.                           | Peter Whitehead Ken Wharton                   | Jaguar D-Type                | Jaguar 3.4L I6                    | 131    |
| 30 DNF  | S 3.0  | 27 | Jean-Paul Colas                            | Jean-Paul Colas Hermano da Silva Ramos        | Aston Martin DB2/4 Vignale   | Aston Martin 2.9L I6              | 121    |
| 31 DNF  | S 5.0  | 6  | Briggs Cunningham                          | Phil Walters John Fitch                       | Ferrari 375MM                | Ferrari 4.5L V12                  | 120    |
| 32 DNF  | S 2.0  | 28 | Officine Alfieri Maserati                  | Alfonso de Portago Carlo Tomasi               | Maserati A6GCS               | Maserati 2.0L I6                  | 116    |
| 33 DNF  | S 2.0  | 38 | Automobiles Frazer Nash Ltd. Sture Nottorp | Sture Nottorp Ivar Andersson                  | Frazer Nash Le Mans          | Bristol 2.0L I6                   | 109    |
| 34 DNF  | S 750  | 52 | Ecurie Jeudy-Bonnet                        | Marc Azéma Alphonse de Burnay                 | DB HBR                       | Renault 0.7L I4                   | 102    |
| 35 DNF  | S 2.0  | 44 | Alexandre Constantin                       | Edmond Mouche Alexandre Constantin            | Constantin Barquette         | Peugeot 1.3L Supercharged I4      | 95     |
| 36 DNF  | S 5.0  | 12 | Jaguar Cars Ltd.                           | Stirling Moss Peter Walker                    | Jaguar D-Type                | Jaguar 3.4L I6                    | 92     |
| 37 DNF  | S 5.0  | 3  | Scuderia Ferrari                           | Umberto Maglioli Paolo Marzotto               | Ferrari 375 Plus             | Ferrari 5.0L V12                  | 88     |
| 38 DNF  | S 1.1  | 46 | Kieft Cars Ltd.                            | Alan Rippon William Black                     | Kieft                        | Coventry Climax 1.1L I4           | 86     |
| 39 DNF  | S 1.1  | 65 | Equipe Gordini                             | André Pilette Gilberte Thirion                | Gordini T17S                 | Gordini 1.1L I4                   | 76     |
| 40 DNF  | S 3.0  | 19 | Equipe Gordini                             | Jean Behra André Simon                        | Gordini T24S                 | Gordini 3.0L I8                   | 76     |
| 41 DNF  | S 3.0  | 22 | David Brown                                | Carroll Shelby Paul Frére                     | Aston Martin DB3S            | Aston Martin 2.9L I6              | 74     |
| 42 DNF  | S 750  | 50 | Guy Michel et André Guillard               | Guy Michel André Guillard                     | Renault 4CV                  | Renault 0.7L I4                   | 73     |
| 43 DNF  | S 3.0  | 21 | David Brown                                | Ian Stewart Graham Whitehead                  | Aston Martin DB3S Coupe      | Aston Martin 2.9L I6              | 64     |
| 44 DNF  | S 5.0  | 9  | Ecurie Rossier                             | Jean-Louis Rosier Pierre Meyrat               | Talbot-Lago T26 Gran Sport   | Talbot-Lago 4.5L I6               | 62     |
| 45 DNF  | S 2.0  | 31 | Equipe Gordini                             | Charles de Clareur André Moynet               | Gordini T15                  | Gordini 2.0L I6                   | 54     |
| 46 DNF  | S 2.0  | 37 | Automobiles Frazer Nash Ltd.               | Rodney F. Peacock Gerry A. Ruddock            | Frazer Nash Le Mans          | Bristol 2.0L I6                   | 49     |
| 47 DNF  | S 5.0  | 10 | Pierre Levegh                              | Pierre Levegh Lino Fayen                      | Talbot-Lago T26 Gran Sport   | Talbot-Lago 4.4L I6               | 33     |
| 48 DNF  | S 1.1  | 48 | Kieft Cars Ltd.                            | Georges Trouis Alfred P. Hitchings            | Kieft Sport                  | MG 1.1L I4                        | 26     |
| 49 DNF  | S 5.0  | 7  | David Brown                                | Eric Thompson Dennis Poore                    | Lagonda DP115                | Lagonda 4.5L V12                  | 25     |
| 50 DNF  | S 750  | 66 | Jacques Faucher                            | Jacques Faucher Jean Hébert                   | Renault 4CV                  | Renault 0.7L I4                   | 20     |
| 51 DNF  | S 750  | 51 | Automobiles Deutsch et Bonnet              | Pierre-Louis Dreyfus Leon Dernier Jean Lucas  | DB HBR                       | Renault 0.7L I4                   | 8      |
| 52 DNF  | S 750  | 53 | Nardi et Co.                               | Alexandre Gacon Dr. Mario Damonte             | Nardi 750LM                  | Crosley 0.7L I4                   | 7      |
| 53 DNF  | S 5.0  | 18 | Luigi Chinetti                             | Porfirio Rubirosa Innocente Baggio            | Ferrari 375MM Berlinetta     | Ferrari 4.5L V12                  | 5      |
| 54 DNF  | S 750  | 60 | Automobiles Panhard et Levassor            | Lucien Pailler Jacques Dewez                  | Panhard X88                  | Panhard 0.6L Flat-2               | 5      |
| 55 DNF  | S 1.5  | 40 | Porsche KG                                 | Richard von Frankenberg Helm Glöckler         | Porsche 550/4 RS 1500 Spyder | Porsche 1.5L Flat-4               | 4      |
| 56 DNF  | S 750  | 64 | Ecurie Jeudy-Bonnet                        | Claude Storez Jean-Claude Vidilles Jean Lucas | DB HBR                       | Renault 0.7L I4                   | 4      |
| 57 DNF  | S 750  | 61 | Automobiles Panhard et Levassor            | Eugéne Dussous Jacques Savoye                 | Panhard X84                  | Panhard 0.6L Flat-2               | 0      |

Legenda :DNQ = Não largou - DNF = Abandono - NC = Não classificado - DSQ= Desqualificado